# Marie d'Abbadie d'Arrast
Pour les articles homonymes, voir Abbadie.
Marie-Augustine-Émilie-Henriette Coulomb, dite Marie d'Abbadie d'Arrast, née  à Paris le 20 octobre 1837 et morte le 15 juillet 1913 à Paris est une femme de lettres, visiteuse de prison, militante des droits humains et féministe française.

## Biographie
Marie, orpheline de père et mère dès l'âge de dix ans, vit une enfance sombre et solitaire. Elle est avide de s'instruire et étonne ses professeurs avec son intelligence. Son instruction religieuse est faite au temple protestant de l'Oratoire du Louvre.
Très indépendante, Marie repousse les propositions de mariage arrangées par ses sœurs, puis elle rencontre Charles d'Abbadie d'Arrast, de seize ans son aîné, qui lui plaît et qu'elle épouse le 21 novembre 1857. Charles d'Abbadie (1821-1901) est rentier, conseiller général des Basses-Pyrénées (1861-1870) et frère cadet d'Antoine d'Abbadie d'Arrast et Arnauld Michel d'Abbadie d'Arrast. Le mariage de Charles et Marie provoque une brouille qui dure jusqu'à la mort, avec son frère Antoine. Ce dernier, fervent catholique « irlandais », refuse que son frère épouse une protestante ; il n'admettra jamais leurs enfants dans la famille. (Le même se brouille, pour la même raison, avec leur frère Arnauld qui épouse une protestante anglaise en 1864. Le jeune ménage s'installe au château d'Etchaux à Saint-Étienne-de-Baïgorry, que Charles a acheté en 1850.

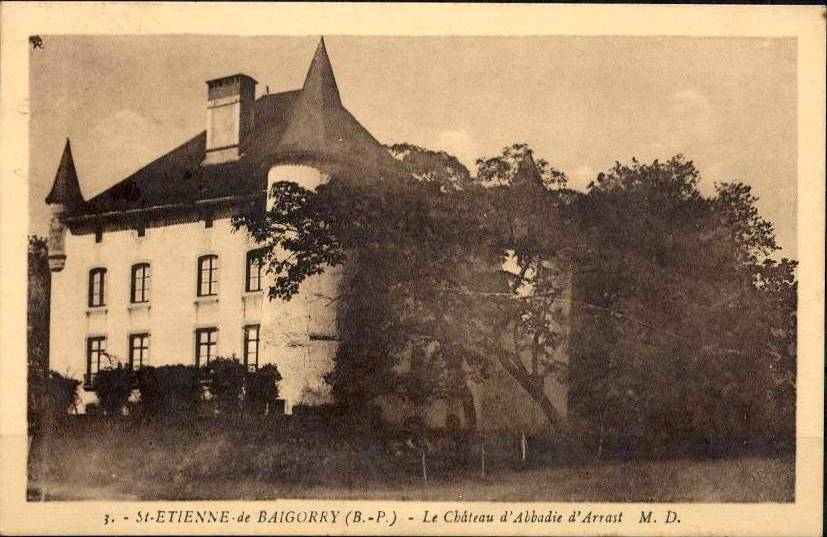
Château d'Etchaux
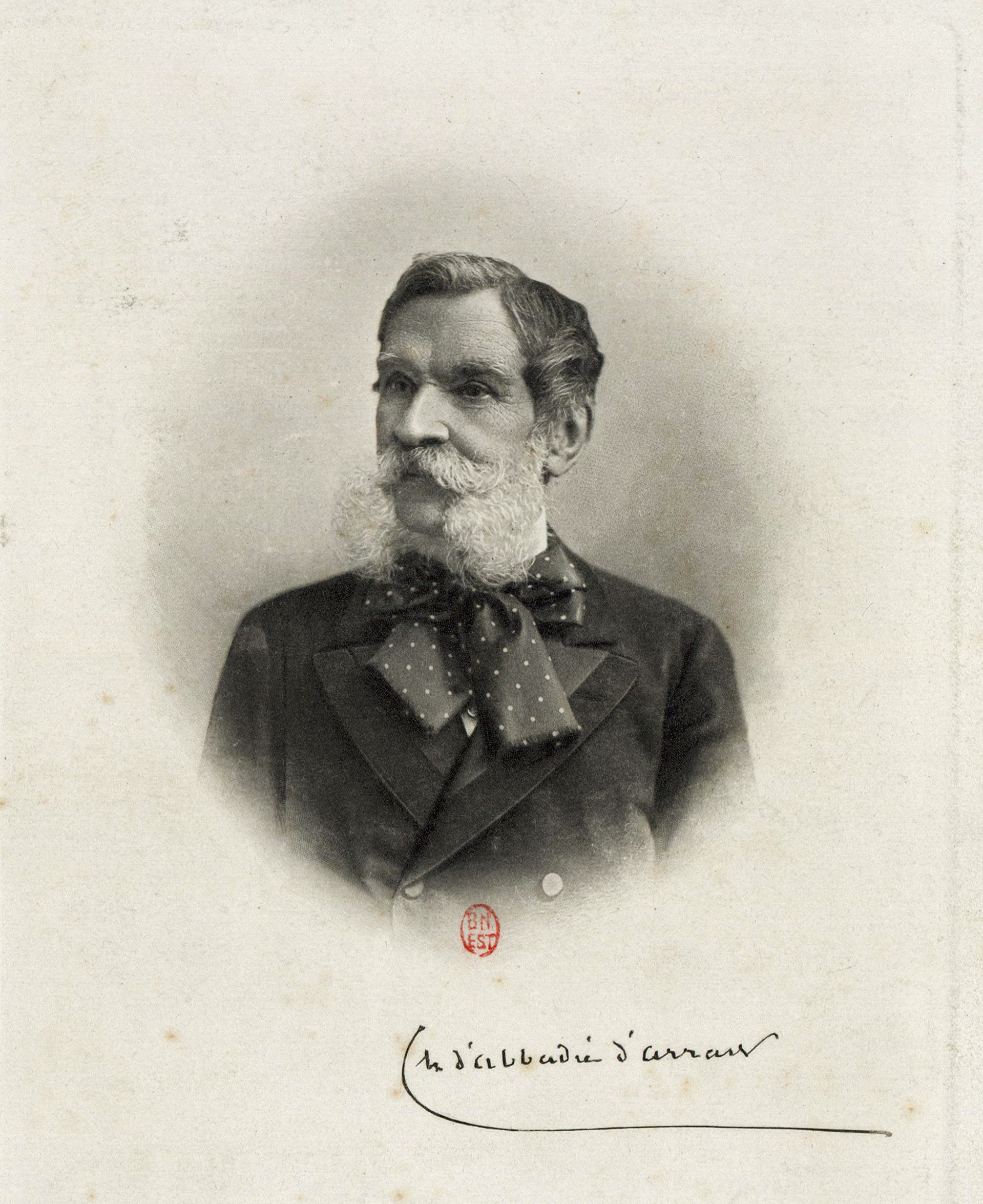
Charles d'Abbadie d'Arrast (vers 1870)

De cette union naissent cinq enfants.
- Sophie Caroline Elisa (1859-1902) ;
- Arnauld Michel (1860-1918), dont le fils Harry d'Abbadie d'Arrast devient cinéaste à Hollywood ;
- Henriette Maider (1861-1941) ;
- Mayten Charlotte Jeanne (1865-1865) ;
- Jehan Augustin (1865-1865).

En 1871, pour l'éducation des enfants, la famille retrouve Paris. Ils retournent occasionnellement à Saint-Étienne-de-Baïgory pour des vacances.
Charles meurt le 1er décembre 1901 et est inhumé dans le caveau des Abbadie au cimetière du Père-Lachaise.
Marie meurt le 15 juillet 1913 à Paris.

## Philanthropie sociale
L'éthique protestante et sa situation sociale aisée amènent Marie d'Abbadie d'Arrast naturellement vers la philanthropie sociale. D'abord au Pays basque pendant les douze premières années de son mariage, puis, à partir de 1871, à Paris. Progressivement, son activité sur le terrain se transforme vers une activité dans des groupes de pression, avec l'objet de changer des lois et à partir d'environ 1889 elle est très active dans plusieurs associations patronales.

### Au Pays basque
La vie au château d'Etchaux est organisé avec régularité. Charles fait restaurer la demeure et embellit le parc. Il est aussi conseilleur général et tâche d'améliorer la vie des paysans. Marie visite les malades et les pauvres. Elle consacre des années à transformer un îlot de taudis, que les villageois appellent « le quartier des lépreux » en logements propres. Elle est très intéressée par le Pays basque et recueille les récits de la vie des habitants, les coutumes et traditions. En particulier, tout qui concerne les femmes basques. Ses observations sont publiées dans le livre : Causeries sur le pays basque : la femme et l'enfant, Paris, F.-R. de Rudeval, 1909, 272 p. (lire en ligne sur Gallica).

### À Paris
À la suite de la Commune en 1871, il y a des faubourgs populaires ou l'on meurt de faim. Ce que Élise de Pressensé a fait au quartier de Vaugirard, Marie d'Abbadie d'Arrast le réalise au quartier de la Glacière. Elle distribue des légumes, des étoffes et organise des ateliers de couture où les femmes confectionnent des vêtements pour leurs familles.
Dans ce quartier se trouve le prison de Saint-Lazare, dédiée essentiellement à l'enfermement des prostituées, souvent avec leurs enfants. Marie d'Abbadie d'Arrast devient une membre très active de l'« Association des femmes protestantes visiteuses de prison ». Les activités de cette association sont décrites dans son livre Cinquante années de visites à Saint-Lazare, Paris, Fischbacher, 1889, 376 p. (lire en ligne sur Gallica).
Les détenues sont relativement en sécurité, mais à leur libération de grandes difficultés les assaillent ; personne ne les aide. L'association « Le Patronage des détenues, des libérées et des pupilles de l'administration pénitentiaire » est fondée par Marguerite de Witt-Schlumberger (présidente) et Marie d'Abbadie d'Arrast (secrétaire générale). Un asile reçoit les femmes dans un atmosphère d'empathie et de bonté, sans jamais les repousser.

### Patronages
À force de réfléchir sur les causes des conditions de misère et de la prostitution de ces femmes, Marie estime qu'elles sont en grande partie dues aux salaires insuffisants. Pour agir au niveau national, elle adhère au Congrès international des œuvres féminines en 1889, ainsi qu'au Conseil national des femmes françaises, dans la troisième section de Paris dont elle est présidente de la section Législation.
Marie d'Abbadie d'Arrast est aussi franc-maçonne et membre de la première loge mixte, l'ordre maçonnique mixte international « le Droit humain ».
Parmi les autres association dans lesquelles elle œuvre il y a :
- La « Ligue contre la mortalité infantile »[8],[9] ;

- La « Ligue contre le crime d'avortement » et est bientôt rejointe par Marguerite de Witt-Schlumberger. Elle cherche ainsi à s'opposer aux malthusiens et critique l'inaction du gouvernement malgré l'engagement du garde des sceaux. Le programme affiché de cette ligue est de « ramener la femme à sa fonction maternelle » et « protéger la vie de l'enfant ». L'association disparaît à la mort de Marie d'Abbadie d'Arrast[8].

### Sélection d'écrits divers
- Cinquante années de visites à Saint-Lazare, Paris, Fischbacher, 1889, 376 p. (lire en ligne sur Gallica).
- Marie d'Abbadie d'Arrast, Le Sailors rest à Bayonne, Dole, 1894.
- Marie d'Abbadie d'Arrast écrit régulièrement dans la presse parisienne, dont le journal « La Femme » :

« Articles de Marie d'Abbadie publiés dans La Femme », sur Gallica
- « Rôle des femmes au point de vue de l'administration », dans Congrès International du Patronage des Libérées, Paris, Union des sociétés de patronage de France, juillet 1900 (lire en ligne), pages 198-218.
- Jacques Bonzon (préf. Marie d'Abbadie d'Arrast), La Recherche de la paternité, Vals-les-Bains, E. Aberlen, 1905, 46 p. (lire en ligne sur Gallica).
- Marie d'Abbadie d'Arrast, « La propagande anti-conceptionnelle », Bulletin mensuel de la Société française de prophylaxie sanitaire et morale,‎ 10 janvier 1910, p. 1-22 (lire en ligne sur Gallica).
- (fr + en + de) International Council of Women (préf. Marie d'Abbadie d'Arrast), Position des femmes dans les lois des nations : recueil des lois dans des différents pays, Karlsruhe, G. Braunsche Hofbuchdruckerei und Verlag, 1912, 192 p. (présentation en ligne), une étude de législation comparée sur la situation légale de la femme et de l'enfant.
- « Tutelle des enfants naturels », dans Congrès international pour la protection de l'enfance : Bruxelles 23-26 juillet 1913, Bruxelles, Moniteur belge, 1913 (présentation en ligne)[10].